# Eleccions legislatives belgues de 1946
Les Eleccions legislatives belgues de 1946 es van celebrar el 26 de juny de 1946 per a renovar els 212 membres de la Cambra de Representants, i foren les primeres eleccions després de la Segona Guerra Mundial. Els socialcristians foren el partit més votat, però es formà un govern de coalició de socialistes, comunistes i liberals presidits per Achille Van Acker, Paul-Henri Spaak i Camille Huysmans. La qüestió monàrquica va provocar l'enfrontament entre la coalició governant (contraris al retorn de Leopold III) i els socialcristians (partidaris del retorn).

## Resultats a la Cambra de Representants
|                | CVP/Partit Social Cristià              | 1.006.293 |  | 42,54   |  | 92  |  |
|                | Parti Socialiste-Socislistische Partij | 746.738   |  | 31,57   |  | 69  |  |
|                | Partit Comunista de Bèlgica            | 300.099   |  | 12,69   |  | 23  |  |
|                | Liberale Partij-Parti Libéral          | 211.143   |  | 8,93    |  | 17  |  |
|                | Unió Democràtica Belga                 | 51.095    |  | 2,16    |  | 1   |  |
|                | Cartell liberal dissident              | 37.844    |  | 1,60    |  | 1   |  |
|                | Altres                                 | 12.426    |  | 0,52    |  |     |  |
| Total          | Total                                  |           |  | 100,00% |  | 212 |  |
| Font: Cevipol. |                                        |           |  |         |  |     |  |